# Amândio Felipe da Costa
Amândio Felipe da Costa Costa, noto come Amaro (12 novembre 1986), è un calciatore angolano, difensore del Primeiro de Agosto e della Nazionale angolana.

## Carriera

### Club
Ha sempre giocato in club angolani.

### Nazionale
Ha esordito con la Nazionale angolana nel 2008. Ha preso parte alla Coppa d'Africa 2012 e alla Coppa d'Africa 2013.